# Maja, a méhecske (televíziós sorozat, 2012)
A Maja, a méhecske (eredeti cím: Maya the Bee) 2012-ben indult német–belga–francia televíziós 3D-s számítógépes animációs sorozat, Waldemar Bonsels meséje nyomán, amely a korábban 1975-ben készült Maja, a méhecske című német–osztrák–japán rajzfilmsorozatnak stílusa alapján készült 3D-s verziója. A tévéfilmsorozat 2010-ben készült a Studio 100 gyártásában. Műfaja kalandfilm- és filmvígjáték-sorozat. Franciaországban 2012. szeptember 5-étől a TF1 vetítette, Magyarországon 2013-ban DVD-n jelent meg 26 része, és 2013. május 28-ától az M2 sugározta 78 részét nem az eredeti sorrendben.

## Szereplők
| Szereplő                | Eredeti hang      | Eredeti hang           | Magyar hang                                                  | Leírás                                                                           |
| Szereplő                | Franciául         | Németül                | Magyar hang                                                  | Leírás                                                                           |
| ----------------------- | ----------------- | ---------------------- | ------------------------------------------------------------ | -------------------------------------------------------------------------------- |
| Maja                    | Angela Mit        | Zalina Sanchez         | Molnár Ilona                                                 | Egy méhecske, aki Vili legjobb barátnője és a sorozat főhőse.                    |
| Vili                    | Sauvane Delanoe   | Gerd Meyer             | Szabó Zselyke                                                | Egy gyerekméhecske, aki Maja legjobb barátja.                                    |
| Flip                    | Xavier Fagnon     | Hans-Jürgen Dittberner | Gubányi György István                                        | A kalapos mezei tücsök, van egy hegedűje, amivel muzsikál, Maja és Vili barátja. |
| Kasszandra néni         | Alexandra Garijo  | Juana von Jascheroff   | Oláh Orsolya                                                 | A méhgyerekek tanítónője.                                                        |
| Méhkirálynő             | ?                 | ?                      | Némedi Mari (1. évadban) Kiss Erika (2. évadban)             | A méhkas úrnője.                                                                 |
| Méhviasz bíró           | Xavier Fagnon     | Lothar Blumhagen       | Végh Ferenc                                                  | Egy férfi méhbíró.                                                               |
| Ben                     | Camille Donda     | Ben Hadad              | Vadász Bea                                                   | Egy galacsinhajtó bogárgyerek, aki Kurt unokaöccse.                              |
| Max                     | Tony Marot        | Lukas Till Berglund    | Seder Gábor                                                  | Maja egyik barátja, egy giliszta.                                                |
| Barry                   | ?                 | ?                      | Nádasi Veronika (1. évadban) Berecz Kristóf Uwe (2. évadban) | Maja egyik barátja, egy szemüveges légy.                                         |
| Beatrice                | Tony Marot        | Manja Doering          | Koffler Gizi                                                 | egy pillangó                                                                     |
| Kurt                    | Tony Marot        | ?                      | Élő Balázs                                                   | Egy galacsinhajtó bogár, aki Ben nagybátyja.                                     |
| Shelby                  | Magali Rosenzweig | Bernhard Völger        | Koffler Gizi                                                 | Maja egyik barátja, egy csiga.                                                   |
| Paul                    | Xavier Fagnon     | Axel Lutter            | Maday Gábor                                                  | A hangyák parancsnoka.                                                           |
| Tekla                   | Magali Rosenzweig | Beate Gerlach          | Oláh Orsolya (1. évadban) ? (2. évadban)                     | egy gonosz pók                                                                   |
| Lara                    | Alexandra Garijo  | Fridoline Domanowski   | ?                                                            | Maja egyik barátja, egy katicabogár-lány.                                        |
| Ludivine                | ?                 | ?                      | ?                                                            | Egy fiatal lányméhecske, aki egyik részben a királynő helyettese.                |
| További magyar hangok   |                   |                        |                                                              |                                                                                  |
| Élő Balázs, Grúber Zita |                   |                        |                                                              |                                                                                  |

Magyar változat
A szinkron az MTVA megbízásából a Proton Stúdióban készült 2013-ban.
- Magyar szöveg: Friedrich Kati, Lovász Ágnes
- Szerkesztő: Horváth Márta
- Hangmérnök: Szabó Miklós
- Szinkronrendező: Gömöri V. István

## Évados áttekintés
| Évad | Évad | Epizód | Epizód             | Eredeti sugárzás    | Eredeti sugárzás  | Magyar sugárzás     | Magyar sugárzás     |
| Évad | Évad | Epizód | Epizód             | Évadpremier         | Évadfinálé        | Évadpremier         | Évadfinálé          |
| ---- | ---- | ------ | ------------------ | ------------------- | ----------------- | ------------------- | ------------------- |
|      | 1.   | 78.    | 26.                | 2012. február 1.    | 2012. április 25. | 2013. május 28.     | 2013. augusztus 13. |
| 26.  | 1.   | 78.    | 2012. május 2.     | 2012. július 25.    |                   | 2013. május 28.     | 2013. augusztus 13. |
| 26.  | 1.   | 78.    | 2012. augusztus 1. | 2012. október 24.   |                   | 2013. május 28.     | 2013. augusztus 13. |
|      | 2.   | 52.    | 26.                | 2017. március 1.    | 2017. május 24.   | 2018. augusztus 20. | 2018. október 30.   |
| 26.  | 2.   | 52.    | 2017. május 31.    | 2017. augusztus 23. |                   | 2018. augusztus 20. | 2018. október 30.   |